# Parang-Ginah
Das Parang-Ginah ist ein Hiebschwert aus Malaysia, welches  auch als Sichel genutzt wird.

## Geschichte
Das Parang-Ginah wurde von den malaysischen Stämmen als Waffe und Werkzeug entwickelt. Über die genaue Zuordnung herrscht wegen der Nutzung als Schwert und als Sichel bei Fachleuten Uneinigkeit.

## Beschreibung
Das Parang-Ginah hat eine sichelförmige, etwa 30 cm lange Klinge. Die Klinge ist am Heft (Griff) schmal und wird zur Mitte hin breiter. Ab der Mitte wird die Klinge zur Spitze hin schmaler und ist am Ort (Spitze) leicht nach oben gebogen. Am oberen Klingenrücken ist ein kleiner, nach vorn gerichteter Haken ausgeschmiedet. Die untere Seite der Klinge ist konkav und scharf ausgeschliffen. Das Parang-Ginah hat kein Parier. Der Griff ist rund und besteht meist aus Holz oder Horn. Der Knauf besteht aus einer verzierten Metallkappe, die mit der Klingenangel verschraubt ist. Das Parang-Ginah wurde auch als Sichel zur Arbeit benutzt.